# Johnny Rogers
John Bernard Rogers, detto Johnny (Fullerton, 30 dicembre 1963), è un ex cestista statunitense naturalizzato spagnolo, professionista nella NBA, in Italia e in Spagna.

## Carriera
È stato selezionato dai Sacramento Kings al secondo giro del Draft NBA 1986 (34ª scelta assoluta).
Con la Spagna ha disputato i Giochi olimpici di Sydney 2000.

## Palmarès
- Campionato greco: 2

Panathinaikos: 1999-2000, 2000-01
- Copa del Rey: 1

Real Madrid: 1989
- Liga catalana: 1

Lleida: 2003
- Coppa dei Campioni - Eurolega: 2

Panathinaikos: 1999-2000, 2001-02
- Coppa delle Coppe: 1

Real Madrid: 1988-89